# Geersensmolen
De Geersensmolen (ook: Dorpsmolen, Lievensmolen of Zuidmolen) is een windmolen in de tot de West-Vlaamse gemeente De Haan behorende plaats Klemskerke, gelegen aan de Dorpsstraat.
Deze open standerdmolen fungeerde als korenmolen.

## Geschiedenis
In 1571 werd op deze plaats een standerdmolen vermeld. Deze werd waarschijnlijk tijdens het Beleg van Oostende (1601-1604) vernield. De huidige molen is van 1693. Hij werd Zuidmolen genoemd, omdat er bij Vosseslag ook een molen stond: de Noordmolen.
In 1914 werd in een bijgebouw al een motor geplaatst, maar ook het windbedrijf ging nog door, tot eind jaren '60 van de 20e eeuw. In 1943 werd de molen geklasseerd als monument. In 1960 volgde een restauratie, waarbij een gelast wiekenkruis werd aangebracht, het eerste in België. In 1990 liep de molen schade op door een storm. 
De molen was in bezit van particulieren tot 1993. Toen werd hij aan de gemeente De Haan verkocht. Ten gevolge van de uitbouw van de molenaarswoning kon de molen niet meer draaien zonder door het dak te gaan. In 2004 werd beslist om de molen weer in maalvaardige staat te brengen. Daartoe moest de molen worden verplaatst. Er werd een nieuwe molenberg aangelegd, met een parkje daarbij. In 2014 werd de molen weer in gebruik genomen.
- Inventaris van het Bouwkundig Erfgoed (Vlaanderen): 54541